# Yuji Kishioku
Yuji Kishioku (n. 2 aprilie 1954) este un fost fotbalist japonez.

## Statistici
| Japonia | Japonia | Japonia |
| An      | Meciuri | Goluri  |
| ------- | ------- | ------- |
| 1979    | 5       | 0       |
| 1980    | 5       | 2       |
| Total   | 10      | 2       |